# Biatlon az 1980. évi téli olimpiai játékokon
Az 1980. évi téli olimpiai játékokon a biatlon versenyszámait február 16. és 22. között rendezték Lake Placidben. Három férfi versenyszámban osztottak érmeket. Új versenyszámként a 10 km-es sprintverseny került a programba. Magyarország nem nevezett versenyzőt.

## Részt vevő nemzetek
A versenyeken 18 nemzet sportolója vett részt.
- Argentína (ARG)
- Ausztria (AUT)
- Bulgária (BUL)
- Csehszlovákia (TCH)
- Egyesült Államok (USA)
- Finnország (FIN)
- Franciaország (FRA)
- Japán (JPN)
- Jugoszlávia (YUG)
- Kína (CHN)
- Nagy-Britannia (GBR)
- NDK (GDR)
- NSZK (FRG)
- Norvégia (NOR)
- Olaszország (ITA)
- Svájc (SUI)
- Svédország (SWE)
- Szovjetunió (URS)

## Éremtáblázat
(Az egyes számoszlopok legmagasabb értéke vagy értékei vastagítással kiemelve.)
| Az 1980. évi téli olimpiai játékok éremtáblázata biatlonban | Az 1980. évi téli olimpiai játékok éremtáblázata biatlonban | Az 1980. évi téli olimpiai játékok éremtáblázata biatlonban | Az 1980. évi téli olimpiai játékok éremtáblázata biatlonban | Az 1980. évi téli olimpiai játékok éremtáblázata biatlonban | Olimpia  |
| ----------------------------------------------------------- | ----------------------------------------------------------- | ----------------------------------------------------------- | ----------------------------------------------------------- | ----------------------------------------------------------- | -------- |
|                                                             | Ország                                                      | Arany                                                       | Ezüst                                                       | Bronz                                                       | Összesen |
| 1.                                                          | Szovjetunió (URS)                                           | 2                                                           | 1                                                           | 1                                                           | 4        |
| 2.                                                          | NDK (GDR)                                                   | 1                                                           | 2                                                           | 1                                                           | 4        |
|                                                             |                                                             |                                                             |                                                             |                                                             |          |
| 3.                                                          | NSZK (FRG)                                                  | 0                                                           | 0                                                           | 1                                                           | 1        |
|                                                             |                                                             |                                                             |                                                             |                                                             |          |
| Összesen                                                    | Összesen                                                    | 3                                                           | 3                                                           | 3                                                           | 9        |

## Érmesek
| Az 1980. évi téli olimpiai játékok érmesei biatlonban | |            |                                                                           |            |                                                                            |            |
| Versenyszám                                           | Arany                                                                                               | Arany      | Ezüst                                                                     | Ezüst      | Bronz                                                                      | Bronz      |
| 10 km sprint                                          | Frank Ullrich · NDK (GDR)                                                                           | 32:10,69   | Vlagyimir Alikin · Szovjetunió (URS)                                      | 32:53,10   | Anatolij Aljabjev · Szovjetunió (URS)                                      | 33:09,16   |
| 20 km egyéni                                          | Anatolij Aljabjev · Szovjetunió (URS)                                                               | 1:08:16,31 | Frank Ullrich · NDK (GDR)                                                 | 1:08:27,79 | Eberhard Rösch · NDK (GDR)                                                 | 1:11:11,73 |
| 4 × 7,5 km váltó                                      | Szovjetunió (URS) · Vlagyimir Alikin · Alekszandr Tyihonov · Vlagyimir Barnasov · Anatolij Aljabjev | 1:34:03,27 | NDK (GDR) · Mathias Jung · Klaus Siebert · Frank Ullrich · Eberhard Rösch | 1:34:56,99 | NSZK (FRG) · Franz Bernreiter · Hans Estner · Peter Angerer · Gerd Winkler | 1:37:30,26 |